# JR貨物U11D形コンテナ
U11D形コンテナ（U11Dがたコンテナ）は、日本貨物鉄道（JR貨物）輸送用として籍を編入している、12ft 私有コンテナ（有蓋コンテナ）である。現在は使用されていない。

## 概要
本形式の数字部位 「 11 」は、コンテナの容積を元に決定される。このコンテナ容積11 m3の算出は、厳密には端数四捨五入計算のため、内容積10.5 - 11.4 m3の間に属するコンテナが対象となる。また形式末尾のアルファベット一桁部位 「 D 」は、コンテナの使用用途（主たる目的または、構造）が 「 特殊構造 」を表す記号として付与されている。 

## 番台毎の概要

### 0番台
1
1991年（平成3年）に試作された日本通運所有の産業廃棄物輸送用コンテナである。日本フルハーフで製造され、自重は1.7 t、荷重は5.0 tである。
有蓋コンテナではあるが、屋根は開閉可能となっており、妻面の扉もダンプアップによる荷おろしに対応するため、上方にヒンジを設けたアオリ戸となっている。反対の妻面には、上部へ昇降するための梯子が設けられている。積載品目として、コンクリートくず、金属くず、ゴムくず、廃プラスチック、繊維くずなどが想定されていた。